# Semixestoleberis taiaroaensis
Semixestoleberis taiaroaensis is een mosselkreeftjessoort uit de familie van de Xestoleberididae. De wetenschappelijke naam van de soort is voor het eerst geldig gepubliceerd in 1978 door Swanson.